# Soay (Saint-Kilda)
Pour les articles homonymes, voir Soay.
Soay est une île britannique inhabitée de l'archipel de Saint-Kilda situé au nord-ouest de l'Écosse. Elle se trouve à environ 65 kilomètres au nord-ouest de l'île de North Uist et à deux kilomètres au nord-ouest d'Hirta.
Comme le reste de l'archipel, l'île est détenue par le National Trust for Scotland. Elle est connue pour être le lieu d'origine d'une espèce primitive d'ovin, le mouton de Soay.